# Locomotion (EP)
Locomotion – minialbum muzyczny Czesława Niemena i Niebiesko-Czarnych, wydany w 1964 roku nakładem wytwórni Pronit.

## Lista utworów
Lista według Discogs:
| 1. | Locomotion                                           |  |
|    |                                                      |  |
| 2. | Czy mnie jeszcze pamiętasz? (Do You Remember Me)     |  |
|    |                                                      |  |
| 3. | Wiem, że nie wrócisz (I'm Sure You'll Not Come Back) |  |
|    |                                                      |  |
| 4. | Tylko nie mów mi o tym (Don't Tell Me About It)      |  |
|    |                                                      |  |

## Skład
- Czesław Niemen – śpiew, organy, harmonijka ustna
- Wojciech Korda – gitara
- Zbigniew Bernolak – gitara basowa
- Janusz Popławski – gitara
- Zbigniew Podgajny – fortepian, harmonijka ustna
- Włodzimierz Wander – saksofon tenorowy
- Andrzej Nebeski – bębny